# Les Aires
Les Aires é uma comuna francesa na região administrativa de Occitânia, no departamento de Hérault. Estende-se por uma área de 20,54 km². Em 2010 a comuna tinha 613 habitantes (densidade: 29,8 hab./km²).